# Fujie Eguchi
Fujie Eguchi (née le 18 novembre 1932 à Nagasaki et morte le 28 mai 2021) est une pongiste japonaise, championne du monde en 1957.
Elle a été demi-finaliste en 1954 et 1956, et finaliste en 1959. Elle a remporté la finale de 1957 sur le score de 21-19 au 5e set, face à la britannique Ann Haydon-Jones.
Elle a aussi remporté à deux reprises le double mixte en 1957 et 1959, ainsi que les jeux asiatiques en 1958.